# Афанасово (Вареговское сельское поселение)
Афанасово — деревня в Вареговского сельского поселения Большесельского района Ярославской области.

## Население
По данным статистического сборника «Сельские населенные пункты Ярославской области на 1 января 2007 года», в деревне Афанасово проживает 2 человека. По топографической карте 1975 года в деревне проживало 13 человек.

## География
Деревня находится на востоке района, к востоку от Варегова болота, на расстоянии около 6 км к юго-востоку от центра поселения села Варегово. Она стоит на окружённом лесами поле, на котором также стоит деревня Мешково, примыкающая с востока к Афонасово. Примерно в 1 км к северу от этих деревень находится правый берег реки Печегда, практически у её истока из Варегова болота. По западной околице деревни проходит с севера на юг дорога, связывающая Ваулово с более крупной дорогой из Ярославля на районный центр Большое село.